# Fountain of Youth
Fountain of Youth (engl. für „Jungbrunnen“) ist ein Mystery-, Abenteuer- und Fantasyfilm von Guy Ritchie. In den Hauptrollen sind Natalie Portman und John Krasinski zu sehen, die ein Geschwisterpaar spielen, das den Kontakt zueinander verloren hatte, sich aber für die Suche nach einem mystischen Jungbrunnen zusammentut. Der Film wurde im Mai 2025 in das Programm von Apple TV+ aufgenommen.

## Handlung
Charlotte Purdue und ihr älterer Bruder Luke, die den Kontakt zueinander verloren hatten, müssen sich für die Suche nach einem mystischen Jungbrunnen zusammentun. Dabei müssen sie ihr Geschichtswissen nutzen und auf ihrer Abenteuerreise um die ganze Welt zahlreichen Hinweisen folgen, um möglicherweise Unsterblichkeit zu erlangen.

## Produktion

### Filmstab und Besetzung
Regie führt Guy Ritchie. Er arbeitet nach The Gorge mit Miles Teller und Anya Taylor-Joy, dem Actionabenteuerfilm Mayday mit Ryan Reynolds und Kenneth Branagh und der Actionkomödie The Family Plan mit Mark Wahlberg auch für Fountain of Youth wieder mit Skydance und Apple zusammen. Das Drehbuch schrieb James Vanderbilt, der zuletzt für Scream und dessen Fortsetzung Scream VI tätig war.
In den Hauptrollen sind John Krasinski und Natalie Portman als Luke Purdue und seine jüngere Schwester Charlotte zu sehen. Beide arbeiten zum ersten Mal mit Ritchie zusammen. Mit Eiza González, die Esme spielt, arbeitete Richie bereits für The Ministry of Ungentlemanly Warfare zusammen. Ebenfalls steht sie auf der Besetzungsliste für seinen nächsten Film In the Grey, der im Januar 2025 in die Kinos kommen soll. Weiter auf der Besetzungsliste finden sich Domhnall Gleeson als Owen Carver, Carmen Ejogo als Deb McCall und Arian Moayed als Inspector Jamal Abbas.

### Dreharbeiten und Filmmusik
Die Dreharbeiten fanden ab Anfang März 2024 in Wien statt, unter anderem rund um den Schwarzenbergplatz, die Nationalbibliothek und den Schillerplatz. Als Kameramann fungierte der Brite Ed Wild. Mit ihm arbeitete Ritchie für seine letzten beiden Filme Der Pakt und The Ministry of Ungentlemanly Warfare zusammen.
Die Filmmusik komponiert Christopher Benstead, der in der Vergangenheit für die meisten Filme des Regisseurs tätig war. Das Soundtrack-Album mit insgesamt 27 Musikstücken soll am 23. Mai 2025 von Lakeshore Records als Download veröffentlicht werden.

### Marketing und Veröffentlichung
Der erste Trailer wurde Anfang April 2025 vorgestellt. Am 23. Mai 2025 wurde der Film in das Programm von Apple TV+ aufgenommen.

## Altersfreigabe und Kritiken
In den USA wurde der Film PG-13 eingestuft.
Die Kritiken fielen gemischt aus.